# Schwedische Badminton-Mannschaftsmeisterschaft 1999/2000
Titelträger der Schwedischen Badminton-Mannschaftsmeisterschaft 1999/2000 im Badminton und damit schwedischer Mannschaftsmeister wurde der Klub Fyrisfjädern, der sich in den Play-offs durchsetzen konnte. Die Liga trug in dieser Saison den Namen Elitserien.

## Vorrunde
| Platz | Team                | Spiele | G | U(G) | U(V) | V | Spielpunkte | Punkte |
| ----- | ------------------- | ------ | - | ---- | ---- | - | ----------- | ------ |
| 1     | Fyrisfjädern        | 7      | 6 | 1    |      |   | 52 - 11     | 20     |
| 2     | Täby BMF            | 7      | 5 |      | 1    | 1 | 43-20       | 16     |
| 3     | IFK Umeå            | 7      | 4 | 1    | 2    |   | 39-24       | 16     |
| 4     | Göteborgs BK        | 7      | 2 | 2    |      | 3 | 28 - 35     | 10     |
| 5     | BMK Aura            | 7      | 1 | 3    | 1    | 2 | 28-35       | 10     |
| 6     | Västra Frölunda BMK | 7      | 2 |      | 1    | 4 | 28-35       | 7      |
| 7     | Malmö BK            | 7      | 1 |      | 2    | 4 | 23-40       | 5      |
| 8     | Askim BC            | 7      |   |      |      | 7 | 11-52       | 0      |

## Play-offs

### Viertelfinale
- IFK Umeå – BMK Aura: 5-4, 7-2
- Göteborgs BK – Västra Frölunda BMK: 5-4, 7-2

### Halbfinale
- Täby BMF – IFK Umeå: 6-3, 6-3
- Fyrisfjädern – Göteborgs BK: 5-4, 6-3

### Finale
- Fyrisfjädern – Täby BMF: 5-4, 5-2